# 大和高田駅
大和高田駅（やまとたかだえき）は、奈良県大和高田市北本町にある、近畿日本鉄道（近鉄）大阪線の駅である。駅番号はD25。

## 歴史
- 1925年（大正14年）3月21日：大阪電気軌道八木線の八木 - 当駅間開通と同時に高田駅として開業[2]。
- 1927年（昭和2年）7月1日：恩智 - 当駅間が開通[2]。
- 1928年（昭和3年）8月：高田駅から大軌高田駅に改称[3]。
- 1941年（昭和16年）3月15日：参宮急行電鉄との会社合併により、関西急行鉄道の駅となる[2]。同時に、大軌高田駅を大和高田駅に改称[4]。
- 1944年（昭和19年）6月1日：会社合併により近畿日本鉄道の駅となる[2]。
- 1963年（昭和38年）1月：高架化。同時に待避線が撤去される（待避線は五位堂駅に移転）。
- 1967年（昭和42年）12月20日：急行（現・快速急行）の停車駅に追加される。
- 1971年（昭和46年）4月1日：定期券専用自動改札機を設置し、供用開始[5]。
- 1998年（平成10年）4月1日：ご乗降確認システム（フェアシステムK）及び列車運行管理システム (KOSMOS) 稼働開始[6]。
- 2001年（平成13年）11月：現駅ビルが完成する。
- 2003年（平成15年）3月6日：特急の停車駅に追加。阪伊乙特急の一部列車が停車するようになる。
- 2005年（平成17年）3月19日：「駅の誕生祭 大和高田駅開業80周年」を開催（同月27日まで）。
- 2007年（平成19年）4月1日：PiTaPa使用開始[7]。

## 駅構造

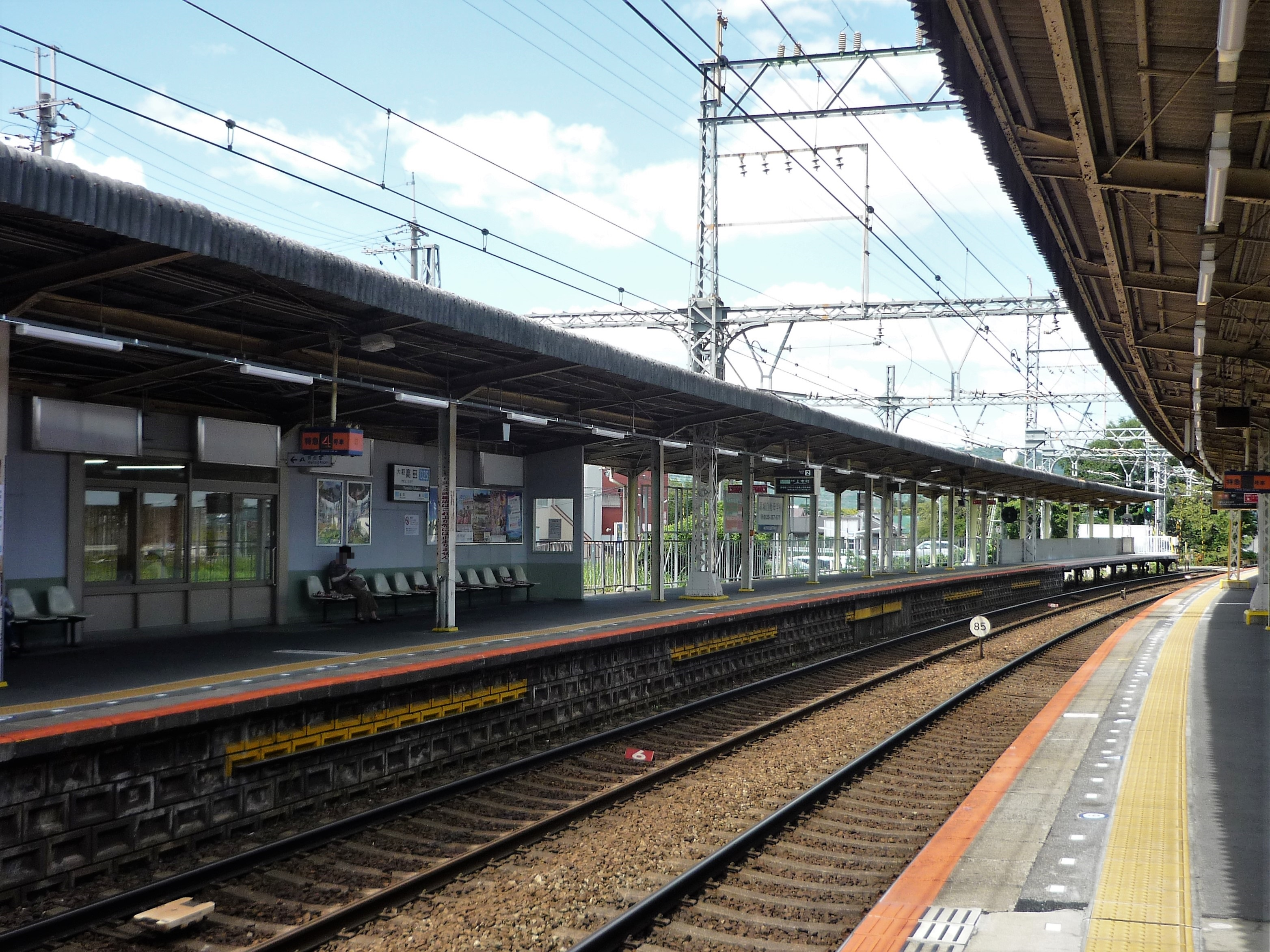
駅構内

相対式ホーム2面2線を持つ高架駅。コンコースは1階、ホームは2階にある。改札口は1階に1ヶ所、2階には2番ホーム直通の改札口がある。ホーム有効長は10両。ホームは、ややカーブしている。

### のりば
| のりば | 路線     | 方向 | 行先                     |
| ------ | -------- | ---- | ------------------------ |
| 1      | D 大阪線 | 下り | 名張・五十鈴川・賢島方面 |
| 2      | D 大阪線 | 上り | 大阪上本町・大阪難波方面 |

## 特徴

### 駅設備・営業面
- PiTaPa・ICOCA対応の自動改札機および自動精算機（回数券カードおよびICカードのチャージに対応）が設置されている。
- 窓口および専用の自動券売機で特急券の購入が可能で、窓口に限り定期券の購入も可能となっている[9]。
- 駅長が置かれ、関屋駅 - 松塚駅間を管理している。

### ダイヤ面
- 快速急行以下の全一般列車が停車するほか、一部の阪伊乙特急（後述）が終日毎時1本停車する[10]。
- 停車する特急列車については榛原駅と一体化されているため、当駅に停車する特急列車は全列車が榛原駅や伊賀神戸駅にも停車する[10]。
  - 停車する特急列車の詳細：大阪難波駅発着の阪伊乙特急の全列車と大阪上本町駅発着の午前8時台と9時台それぞれ1本と17時以降の阪伊乙特急の全列車、朝9時台までと20時以降の大阪上本町行き特急の全列車[10]。
  - 当駅に停車する乙特急で、布施駅に停車する列車は1本も設定されていない[10]。
- 日中は特急列車が毎時1本、急行が毎時3本、区間準急（近鉄八尾駅 - 名張駅間各駅停車）が毎時3本の停車となる[10]。

### その他
- 第3回近畿の駅百選に選ばれている。
- 2001年の新駅舎完成まで、駅構内に桜の木が植えられていた。
- かつての近鉄では駅名の旧国名は省略されるのが常だったが、名古屋営業局（現・名古屋統括部）管内では養老線（現・養老鉄道養老線）に「美濃高田駅」があり、区別するために省略せず「大和高田」と案内していた。

## 当駅乗降人員
近年の特定日おける当駅の1日の乗降人員は以下の通り。
- 2023年11月7日：13,509人
- 2022年11月8日：13,796人
- 2021年11月9日：12,854人
- 2018年11月13日：15,019人
- 2015年11月10日：16,446人
- 2012年11月13日：15,806人
- 2010年11月9日：16,810人
- 2008年11月18日：17,093人
- 2005年11月8日：17,026人

## 利用状況
近年の1日平均乗車人員は以下の通りである。
| 年度               | 1日平均 乗車人員 |
| ------------------ | ---------------- |
| 1985年（昭和60年） | 14,538           |
| 1986年（昭和61年） | 15,019           |
| 1987年（昭和62年） | 14,794           |
| 1988年（昭和63年） | 14,369           |
| 1989年（平成元年） | 14,181           |
| 1990年（平成02年） | 14,337           |
| 1991年（平成03年） | 14,518           |
| 1992年（平成04年） | 14,453           |
| 1993年（平成05年） | 14,336           |
| 1994年（平成06年） | 14,005           |
| 1995年（平成07年） | 13,718           |
| 1996年（平成08年） | 13,183           |
| 1997年（平成09年） | 12,430           |
| 1998年（平成10年） | 11,905           |
| 1999年（平成11年） | 11,480           |
| 2000年（平成12年） | 11,022           |
| 2001年（平成13年） | 10,626           |
| 2002年（平成14年） | 10,437           |
| 2003年（平成15年） | 10,337           |
| 2004年（平成16年） | 9,868            |
| 2005年（平成17年） | 9,787            |
| 2006年（平成18年） | 9,692            |
| 2007年（平成19年） | 9,607            |
| 2008年（平成20年） | 9,481            |
| 2009年（平成21年） | 9,254            |
| 2010年（平成22年） | 9,151            |
| 2011年（平成23年） | 8,970            |
| 2012年（平成24年） | 8,895            |
| 2013年（平成25年） | 9,006            |
| 2014年（平成26年） | 8,728            |
| 2015年（平成27年） | 8,714            |
| 2016年（平成28年） | 8,589            |
| 2017年（平成29年） | 8,319            |
| 2018年（平成30年） | 8,276            |
| 2019年（令和元年） | 8,223            |

## 駅周辺

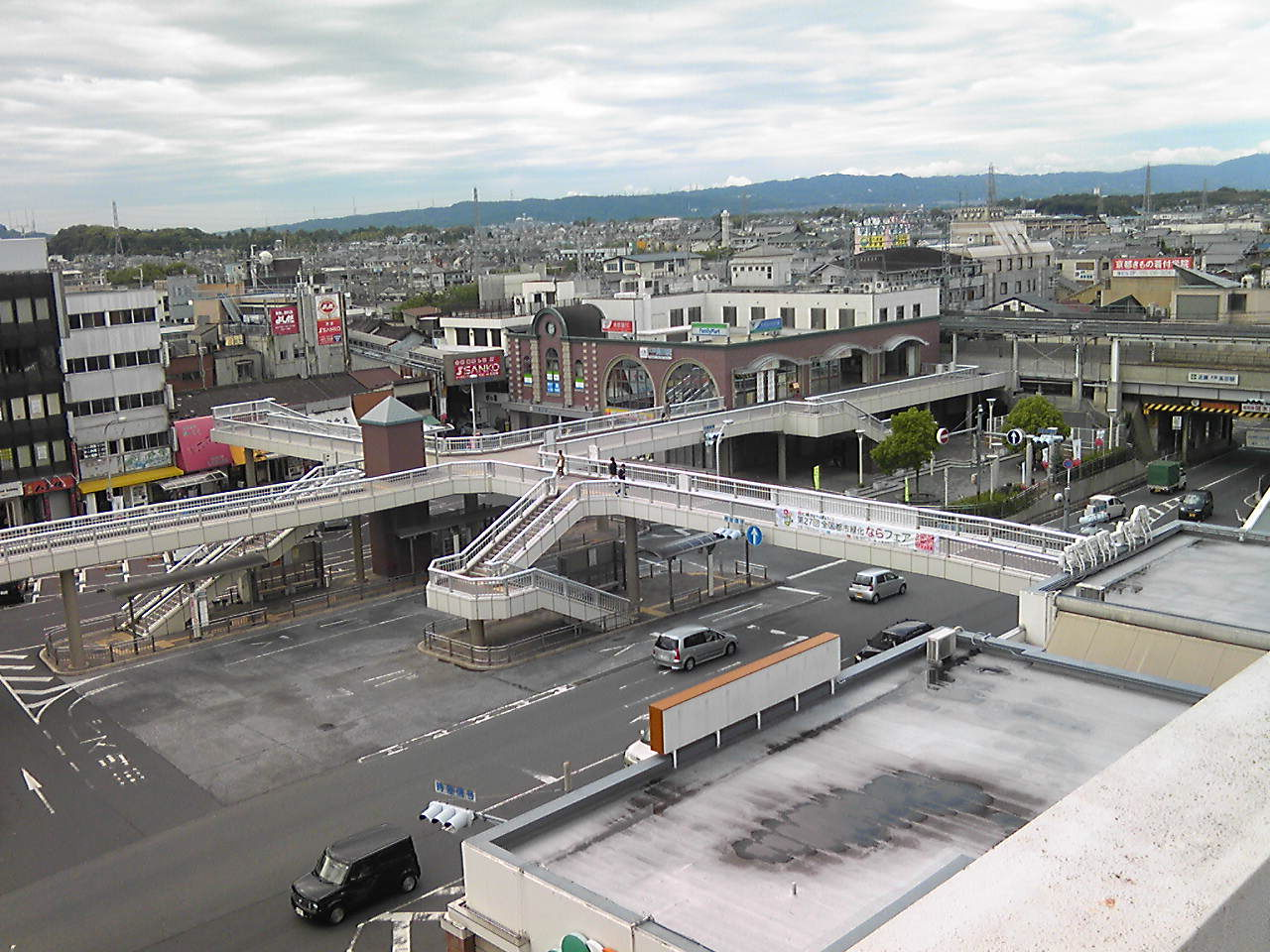
駅前ロータリー周辺

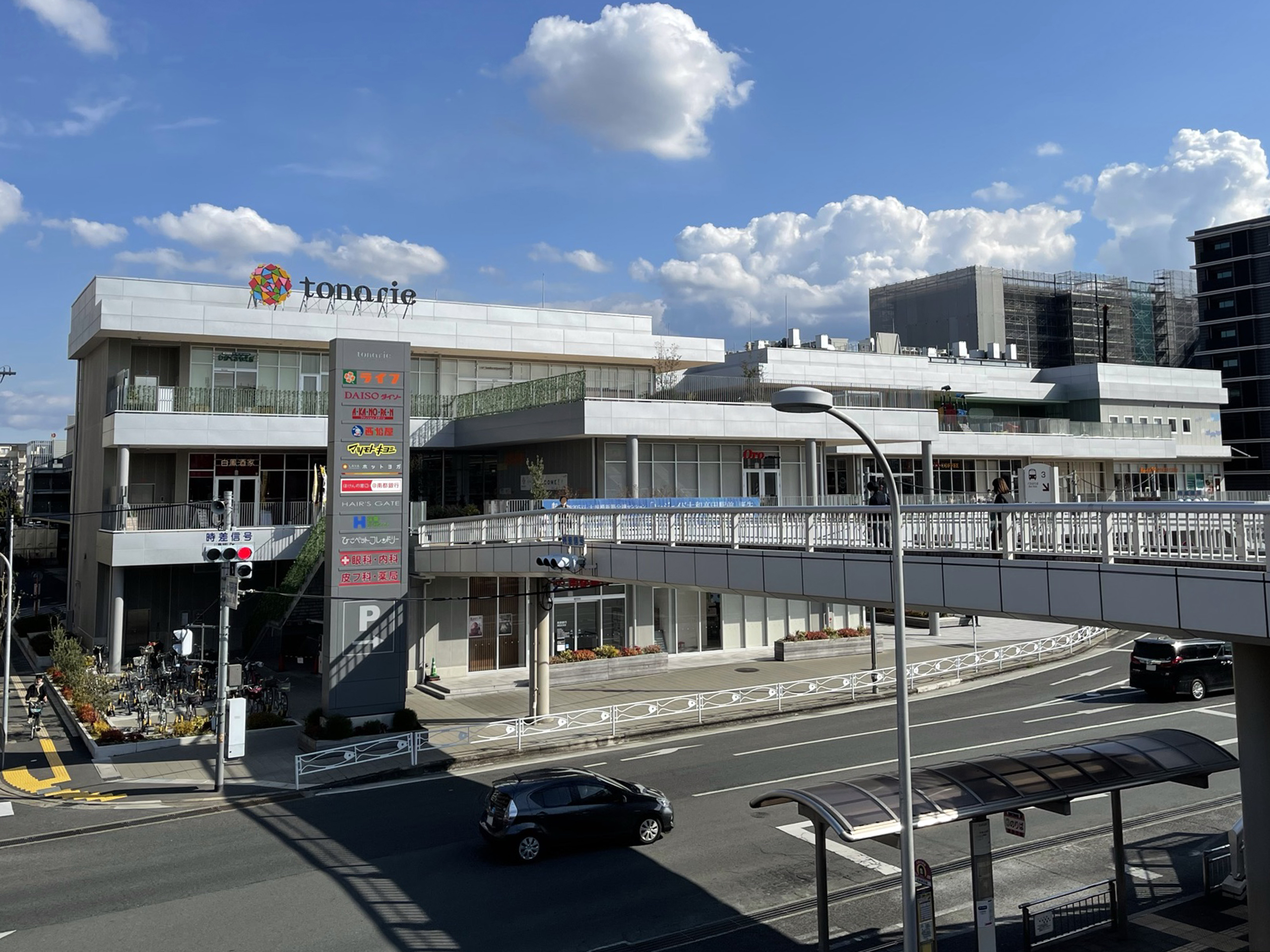
トナリエ大和高田

大和高田市の中心駅であり、駅前は繁華街となっている。
交通
- タクシー乗り場
- 大和高田市市営駐輪場
- 高田駅 - 西日本旅客鉄道和歌山線・桜井線（徒歩約5分）
- 国道165号
- 奈良県道5号大和高田斑鳩線

公的施設
- 奈良県高田警察署
- 大和高田郵便局
- 南都銀行高田北支店
- 奈良県産業会館

商業施設
- トナリエ大和高田 - 駅前のショッピングセンター。駅からは立体歩道橋で直結されている。元々はオークタウン大和高田だったが、建て替えられて2018年11月23日に仮オープンした[13]。
- スーパーおくやま高田店
- イズミヤスーパーセンター 広陵店
- 弁天座 - 大衆演劇場。

その他
- 高田川堤

### バス路線

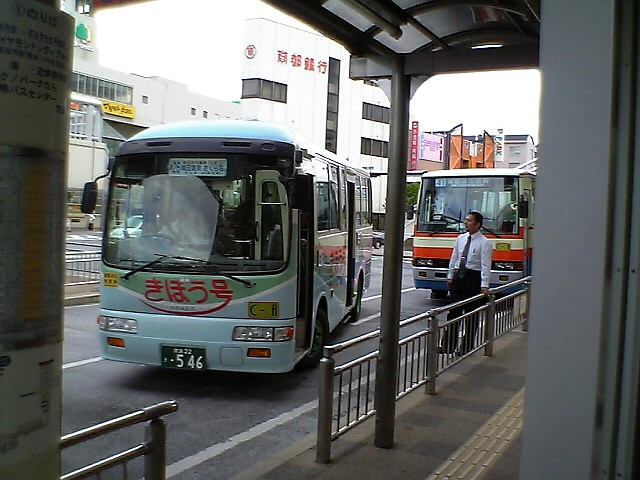
きぼう号

奈良交通により運行される路線のほか、周辺自治体のコミュニティバスも乗り入れる。停留所名は「近鉄高田駅」（旧国名を省略）となっていたが、2017年10月1日より「近鉄大和高田駅」に改称された。
- 1番乗り場
  - [8][63]奈良文化高校行（学校休校日、日曜、祝日運休）
  - [61][62]忍海行　（高田市駅経由）
  - [13]イオンモール橿原行（高田市駅、東中<大和高田バイパス>経由）
  - [55]イオンモール橿原行（今里経由）
  - [60]五條バスセンター行
  - [65]近鉄御所駅行
  - [66]五條バスセンター行（テクノ中央通り東経由）
  - [70]五條バスセンター行（かもきみの湯経由）
- 2番乗り場　
  - 大和高田市コミュニティバスきぼう号
  - 夜行高速バスやまと号＜五條→新宿線＞新宿行（ケイビーバスとの共同運行）
- 3番乗り場
  - [12][13]竹取公園東行　（安部経由）
- 葛城市公共バス　当麻新庄線
  - 屋敷山公園前・忍海駅行
- 広陵元気号 中央幹線
  - 広陵町役場・はしお元気村・国保中央病院方面
    - 1日10便（土日祝ダイヤは6便）の運行となっている。
- 広陵元気号 南部支線（左回り・右回り）
  - 広陵町役場・真美ヶ丘センター方面
    - 1日7便（土日祝ダイヤは5便）の運行となっている。

## 隣の駅
近畿日本鉄道
D 大阪線
- □特急一部停車駅

■快速急行・■急行
五位堂駅 (D23) - 大和高田駅 (D25) - 大和八木駅 (D39)
■準急・■区間準急・■普通
築山駅 (D24) - 大和高田駅 (D25) - 松塚駅 (D26)